# Asian 5 Nations Division 1 2011
El Asian 5 Nations Division 1 de 2011 fue la novena edición del torneo de segunda división organizado por la federación asiática (AR).
El campeonato se disputó en Corea del Sur.

## Desarrollo

### Semifinales
| 1 de junio | Corea del Sur | 34 - 20 | Filipinas |  |  |

| 1 de junio | Singapur | 52 - 17 | Malasia |  |  |

### Tercer puesto
| 4 de junio | Filipinas | 86 - 20 | Malasia |  |  |

### Final
| 4 de junio | Corea del Sur | 58 - 19 | Singapur |  |  |

| Bandera de Corea del Sur               |
| Campeón de la División 1 Corea del Sur |
| Primer título                          |